# Tárgyi eszköz
Tárgyi eszköz a számvitelben azoknak az eszközöknek a gyűjtőneve, amelyek
- anyagi formában léteznek (szemben például az immateriális javakkal, amelyek "nem megfoghatóak"), és
- több, mint egy éven keresztül maradnak a vállalkozás vagyonában.

Az IFRS (közelebbről az IAS 16) meghatározása szerint az olyan eszközöket lehet elismerni tárgyi eszközként, amelyek a jövőben várhatóan jövedelmet generálnak a vállalkozás részére és amelyek bekerülési értéke megbízhatóan mérhető.

## Fajtái
A magyar számviteli törvény szerint az eszközök fajtái:
- Ingatlanok és kapcsolódó vagyoni értékű jogok: a földterület és minden olyan anyagi eszköz, amelyet a földdel tartós kapcsolatban létesítettek (például ültetvény, épület, építmény), illetve a hozzájuk tartozó vagyoni értékű jogok (például haszonélvezet, bérleti jog, közműhasználati jogok)
- Műszaki berendezések, gépek, járművek: a vállalkozási tevékenységet (termelést, értékesítést, szolgáltatásnyújtást stb.) közvetlenül szolgáló
- Egyéb berendezések, gépek, járművek: a vállalkozási tevékenységet közvetett módon szolgáló berendezések, gépek, járművek.
- Tenyészállatok: azok az állatok, amelyek a tenyésztés során leválasztható terméket termelnek vagy pedig valamilyen hasznos tevékenységet (őrzés, kocsihúzás stb.) végeznek
- Beruházások: beszerzés vagy előállítás folyamatában levő, jövendőbeli tárgyi eszközök, amelyeket még nem vettek rendeltetésszerű használatba

A tárgyi eszközöket a mérlegben könyv szerinti értéken kell szerepeltetni. Ez a bruttó érték (más néven bekerülési érték) és a halmozott értékcsökkenés különbözete.
A tárgyi eszközök évközi állapotváltozása bruttó értékben kifejezve meg kell, hogy egyezzen a beruházások számlán történt aktiválások összegével. Tehát az előző évi záró, és a tárgyévi záró értékek különbözete a tárgyi eszközöknél, ingatlanoknál amennyiben rendkívüli esemény nem történik (apportba adás, vétel, értékesítés, megsemmisülés, más jogcímen) a bruttó eszközérték változás és az aktivált teljesítmények összege kölcsönösen megegyezik.